# Рождество в Финляндии
Рождество́ в Финля́ндии (фин. Joulu Suomessa, швед. Jul i Finland) — государственный праздник в Финляндии, посвящённый Рождеству Христову и отмечаемый по григорианскому календарю 25 декабря. Праздничный рождественский период длится весь месяц с начала Адвента (название декабря по-фински — «joulukuu», «месяц Рождества») — это не только период подготовки к празднику, но и время благотворительных сборов и ярмарок для помощи нуждающимся.
Традиционное рождественское поздравление президента Финляндии происходит в резиденции Мянтюниеми, когда избранная шведоязычным населением Люсия исполняет рождественские песнопения, студенты лесного факультета Хельсинкского университета дарят ель, рыбаки Корппоо — свежевыловленную щуку, а фермеры из Вехмаа — рождественский свиной окорок. Традиция поздравления главы государства, установившаяся в период президентства Урхо Кекконена, в последние годы дополнена дарением цветов от Ассоциации торговцев цветами, и эко-корзины продуктов от экологических организаций и зоозащитников.
Финское выражение «чёрное Рождество» свидетельствует лишь об отсутствии на улице снега в праздничные дни, что стало в Финляндии в XXI веке рядовым событием в связи с изменениями климата.
Ряд жителей страны в период праздников испытывает стресс из-за одиночества, в связи с чем в последние годы возрастает роль телефонов доверия.

## История

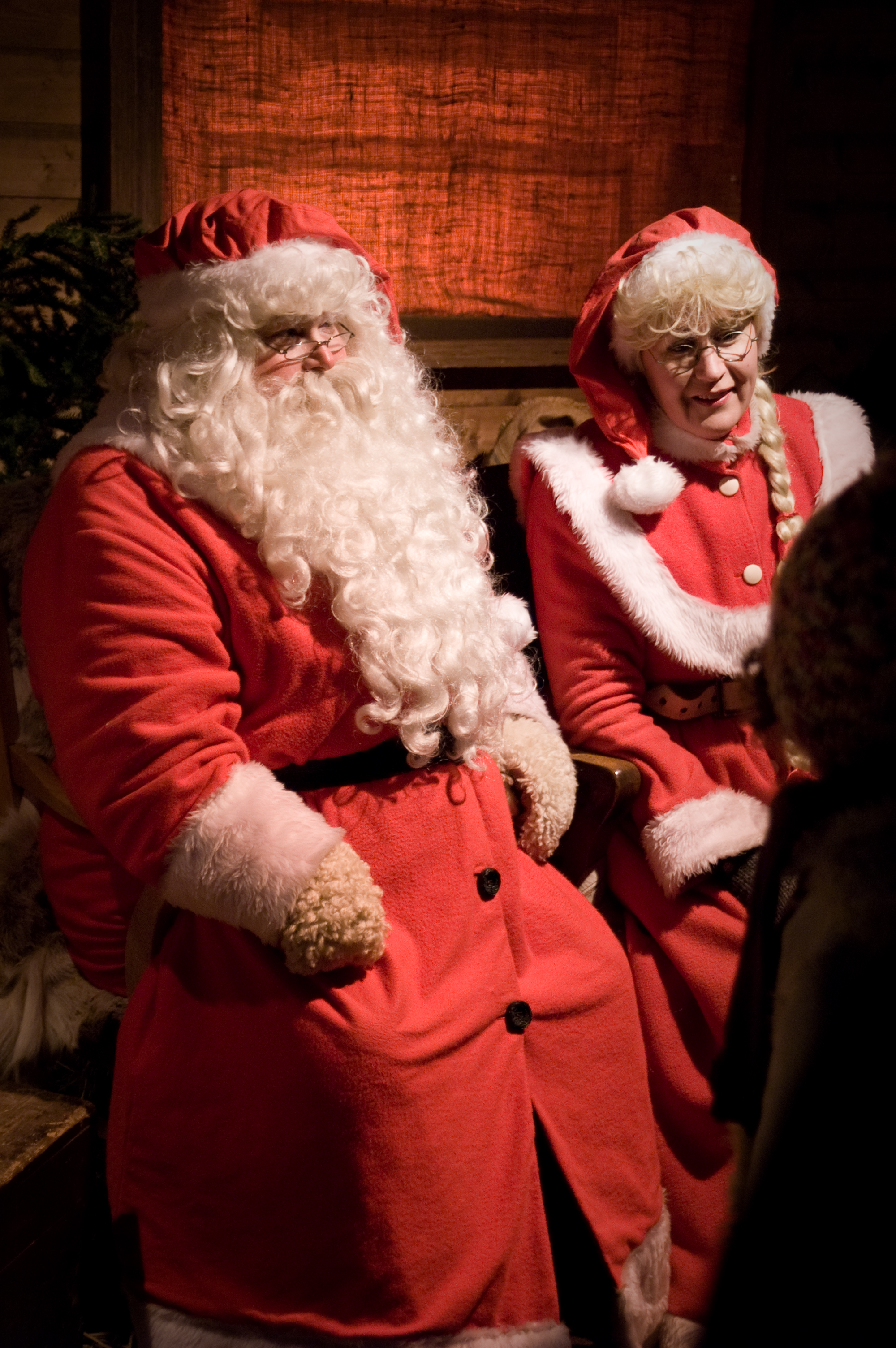
Йоулупукки и Йоулумуори

Рождество в Финляндии стали отмечать после принятия христианства, однако традиции его празднования сильно переплелись с языческими и в итоге породили совокупность современных традиций встречать этот зимний праздник. Так, остались обходы домов ряжеными-колядующими, только изменилась их атрибутика (появилась Вифлеемская звезда, пение рождественских гимнов). Ряженый козёл, раздающий подарки, стал финским Дедом Морозом — Йоулупукки, полностью сохранив за собой старое название (pukki в переводе на русский язык «козёл»).
В сочельник (канун Рождества) было принято выполнять работу особо тщательно и заканчивать её пораньше, чтобы выспаться перед рождественской службой. Считалось, что в ночь на Рождество призраки и черти ходили по Земле. Для «духов» оставляли еду и растопленную баню, а нечисть отпугивали нарисованным на дверях крестом. В ту же ночь было принято гадать на суженого (по лучине, по зёрнам, по вещим снам). В сочельник все старались встать пораньше, так как и сегодня существует шутливый обычай, что тот, кто проснулся первым, может высечь того, кто ещё видит сны.
По старой традиции именно в сочельник в Финляндии на высоком шесте вывешивается около дома (или на крыше) рождественский сноп из стеблей овса или пшеницы, предназначенный для птиц, которым особенно трудно в это время.
Канун Рождества — также время сауны, в которую ходят всей семьёй.

## В наши дни

### Подготовка
Современный праздничный рождественский период длится четыре недели и называется адвентом (лат. adventus — приход, пришествие). Первое упоминание об адвенте относится к 524 году, когда церковный собор в Лериде запретил заключение браков и празднование свадеб в период от начала адвента до празднования Богоявления. Всё это время длился рождественский пост, сопровождаемый лютеранскими концертами, церковными обрядами и рождественскими улицами, нарядно украшенными гирляндами и символами веры, надежды и любви — крестом, якорем и сердцем. Первая «рождественская улица» в Финляндии была открыта в 1840 году в городе Пиетарсаари, а в столице страны Хельсинки с 1949 года стали празднично украшать улицу Алексантеринкату.

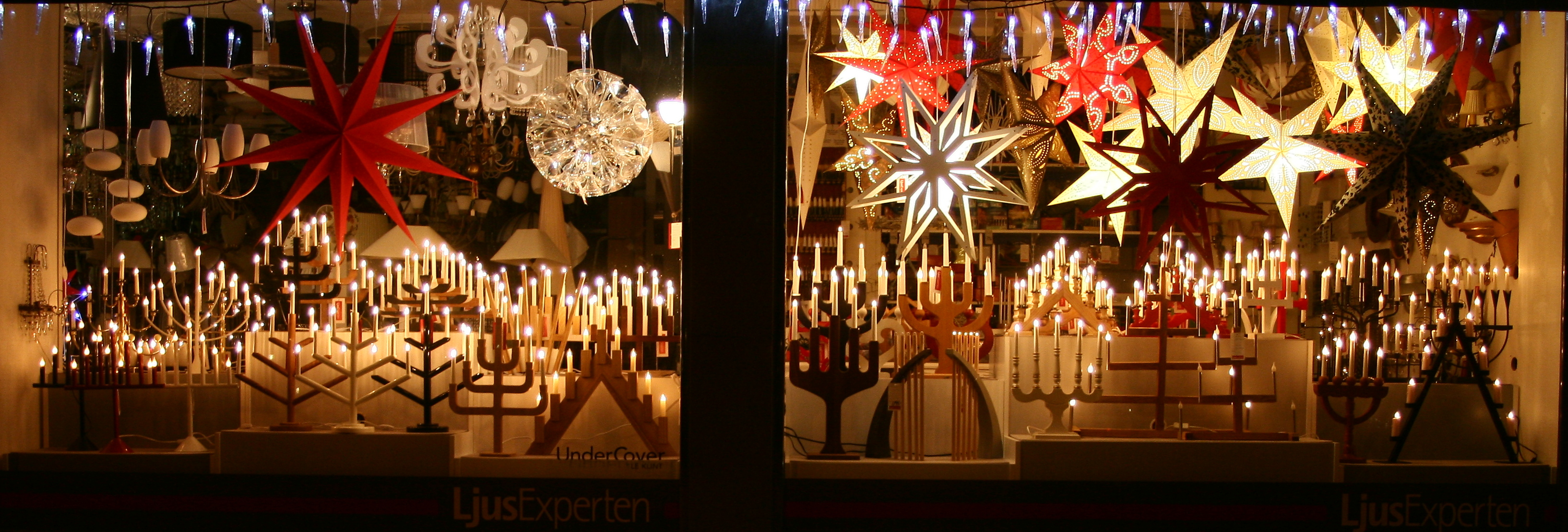
Рождественские электрические семисвечники и подвесные звёзды

В течение месяца идёт отсчёт времени, оставшегося до Рождества. Дети делают это с помощью специальных двухслойных календарей (фин. joulukalenteri), напоминающих очень тонкую картонную коробку, за каждым пронумерованным отрывным листком-окошком которого можно найти маленькую шоколадную плитку или картинку. Такие календари — изобретение недавнего времени: они были придуманы в конце XIX века немкой фрау Ланг для своего сына, чтобы сделать ожидание Рождества более интересным. Постепенно подобные детские календари завоевали признание во всём мире.
Взрослые используют ставшие популярными усечённые четырёхрожковые подсвечники, в каждое из четырёх воскресений «адвента» зажигая по одной дополнительной лиловой свече. Свече не дают сгореть до конца, а гасят — до следующего воскресенья, когда зажигают уже две свечи и т. д. К празднику Рождества на окнах финских домов горело все четыре свечи. Использование натуральных свечей в настоящее время почти не практикуют и большинство горожан зажигают на подоконниках электрические семисвечники (фин. adventtikynttelikkö), подвесные звёзды и лампы.

### Праздничное расписание
Первые предпраздничные вечеринки устраивают женщины, которые сохраняют традицию собираться вместе и создавать рождественские украшения для продажи их на благотворительных ярмарках. В современной Финляндии конец ноября и первая половина декабря — это время популярных предрождественских корпоративных вечеринок, которые называются «маленькое рождество» (фин. Pikkujoulu).
Ежегодно в предрождественские дни жители Финляндии отправляют более 50 миллионов поздравительных открыток родственникам и друзьям (в 2013 году — 40 миллионов) и тратят на подарки в среднем по 570 евро, что является традиционно «золотым временем» для розничной торговли. Самые распространённые рождественские подарки среди финнов — игрушки и различные игры (их покупали 30 % опрошенных в 2016 году). На втором месте — одежда (18 % опрошенных), а на третьем — электроника и бытовая техника (12 %). Конфеты и разные деликатесы заняли четвёртое место (10 %), а косметика — пятое (9 %).
С 1973 года одним из самых популярных культурных мероприятий в преддверии Рождества стали концерты «Самые красивые рождественские песни», проводимые по инициативе «Миссионерского общества Финляндии» и собирающие в третий адвент сотни тысяч финнов.

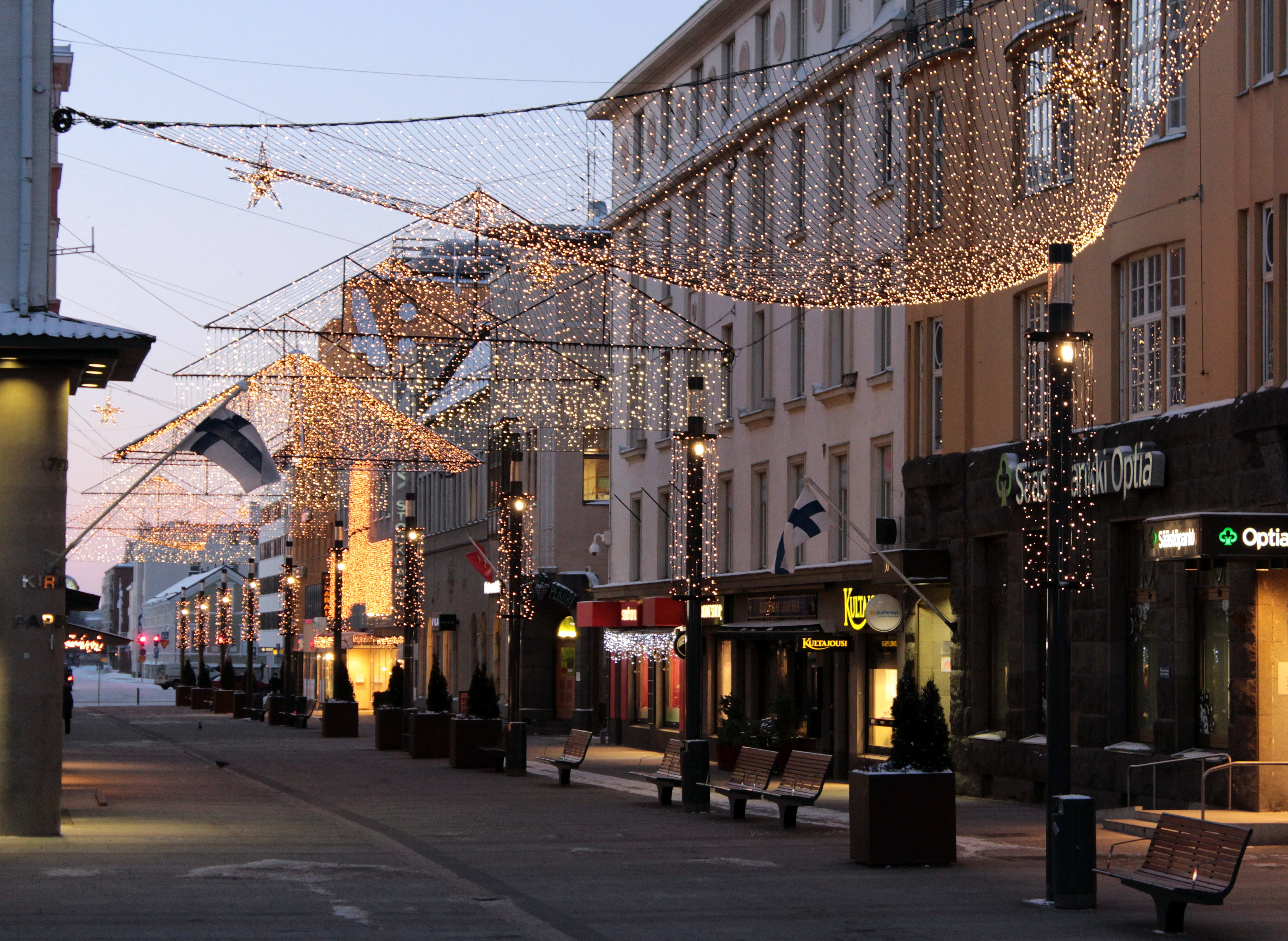
За 1 месяц Рождественские огни
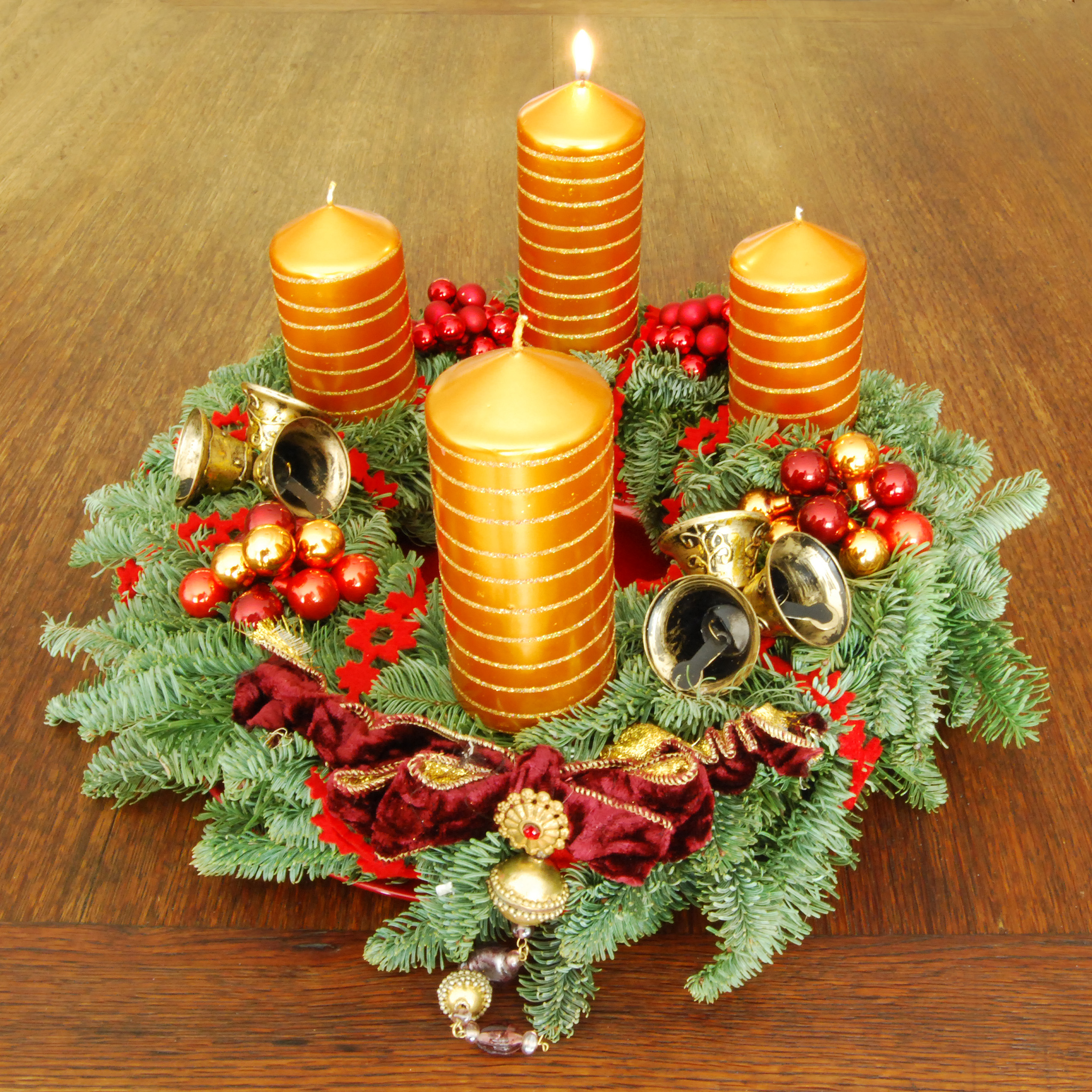
За 4 недели Свечи Адвента
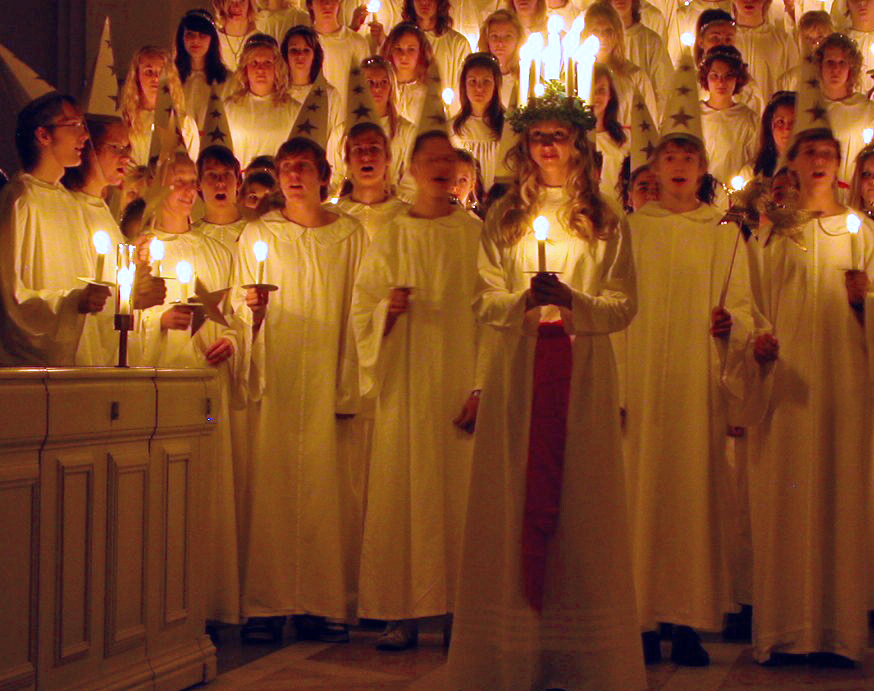
13 декабря День святой Лючии
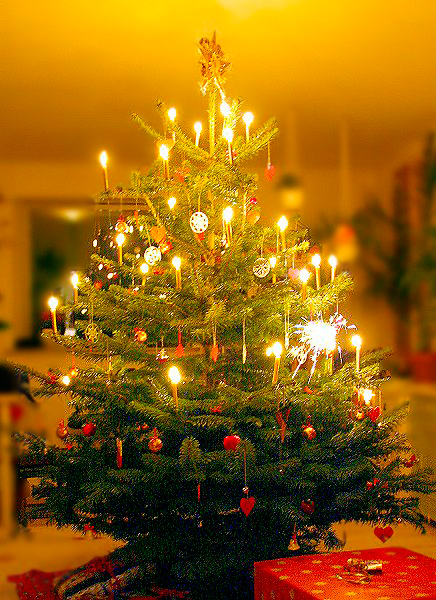
23 декабря Рождественская ель

13 декабря шведскоязычное население Финляндии отмечает День святой Лючии, объединяющий языческие и христианские традиции. Деньги, которые собирают во время праздника, поступают в фонд здравоохранения.
23 декабря в финских домах появляется главный символ праздника — нарядно украшенная соломенными геометрическими фигурками «химмели», флагами разных стран и другими игрушками ель. В канун сочельника на ней зажигаются свечи.
24 декабря, в сочельник, семьи стараются собраться вместе, в связи с чем автопоток на финских дорогах значительно увеличивается. Обычно это выходной день, и даже магазины работают только до полудня, чтобы люди могли успеть купить последние подарки. Ровно в полдень на старой площади города Турку объявляется «Рождественский мир», все поздравляют друг друга, наблюдая за праздничной церемонией начала праздника вживую или по телевизору и начинают рождественскую трапезу. С 1946 года рождественский мир объявляют также в городе Торнио. В 17 часов в церквях проходят праздничные службы, после которых финны отправляются на кладбища и приносят на могилы родных свечи и еловые венки.
25 декабря, сам праздник Рождества, проходит в тихих благочестивых размышлениях. Все общественные заведения и городской транспорт не работают. Наиболее посещаемое место в этот день — церковь.

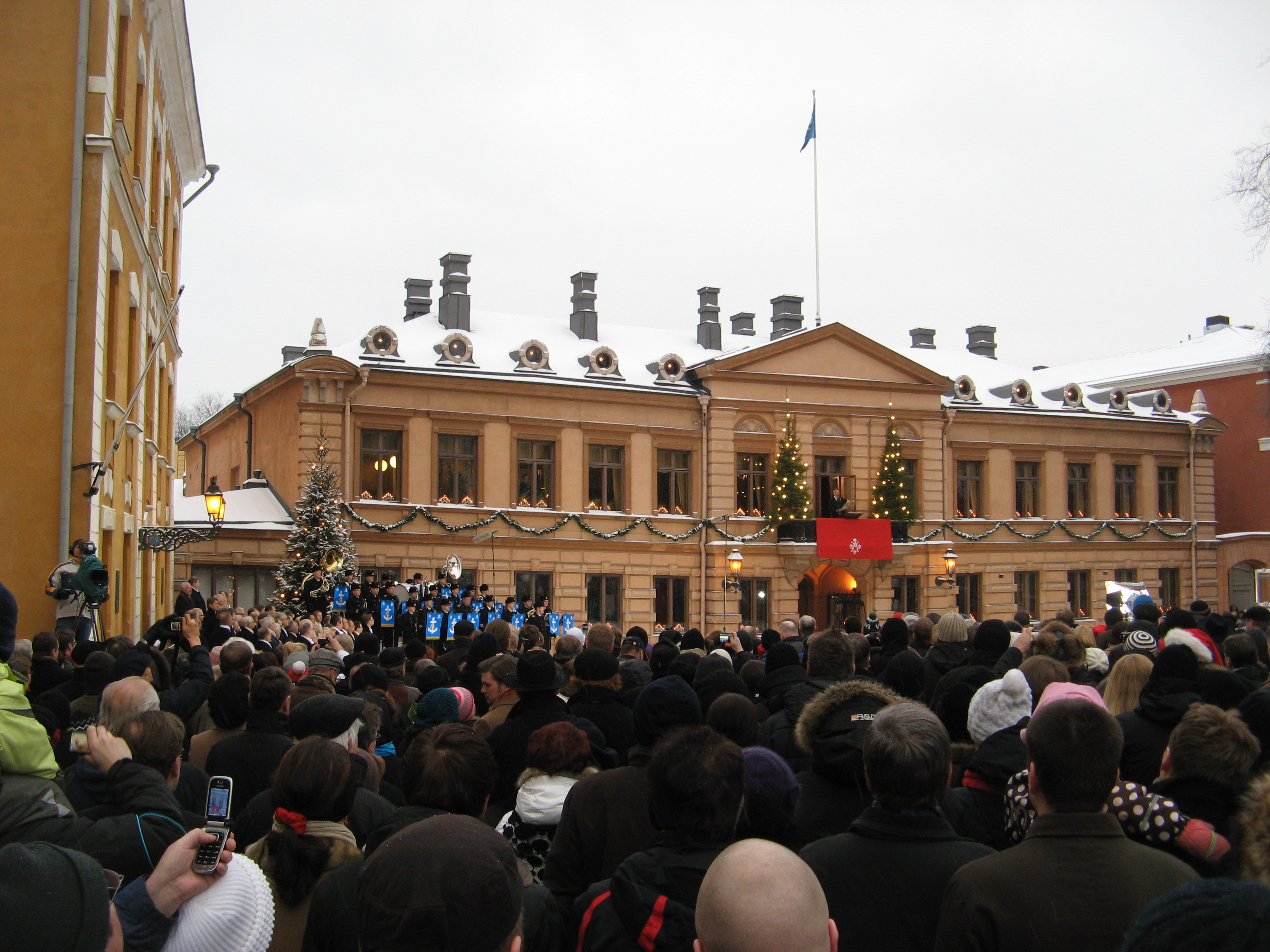
24 декабря «Рождественский мир» в Турку
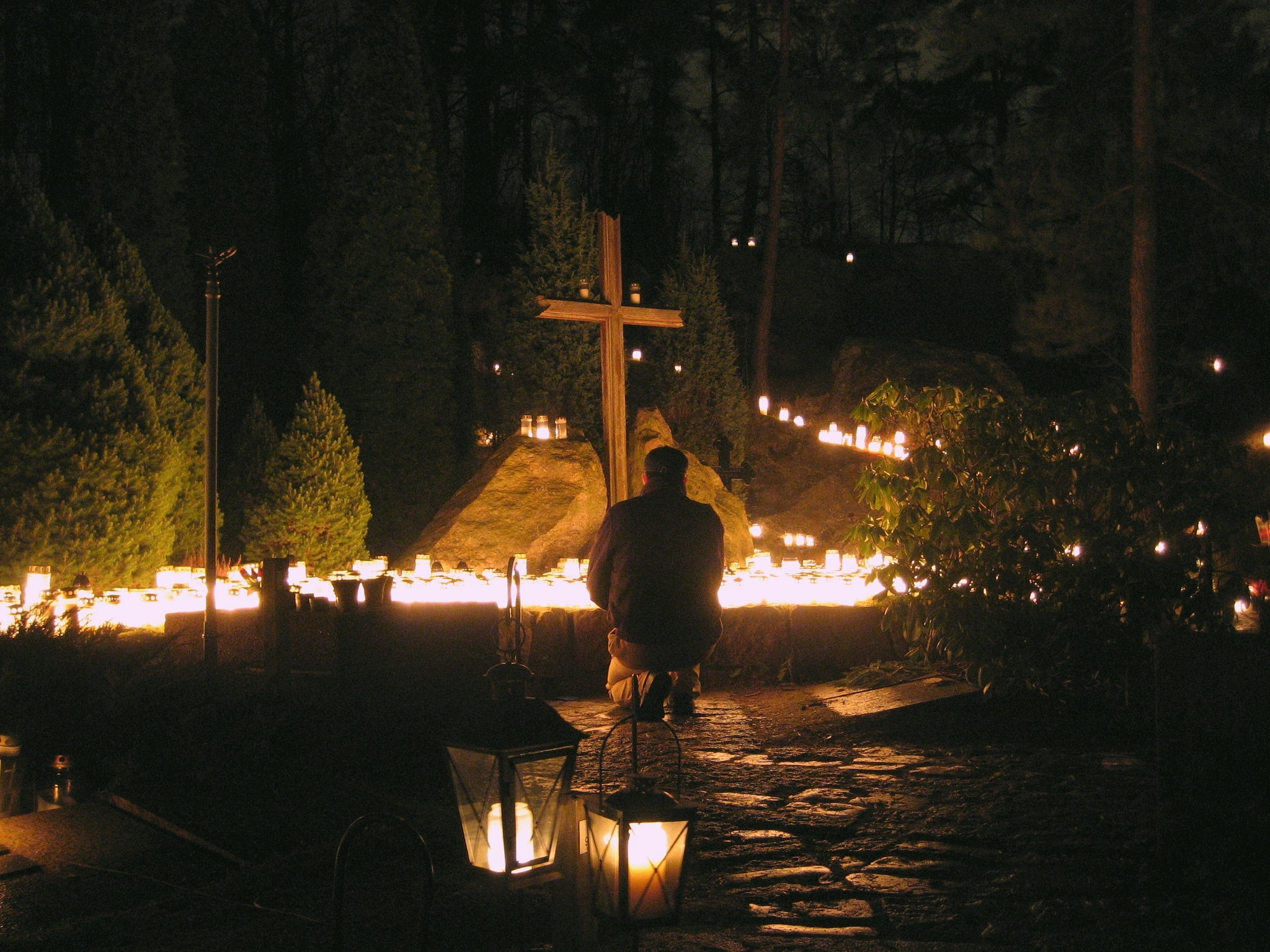
24 декабря Свечи на кладбищах
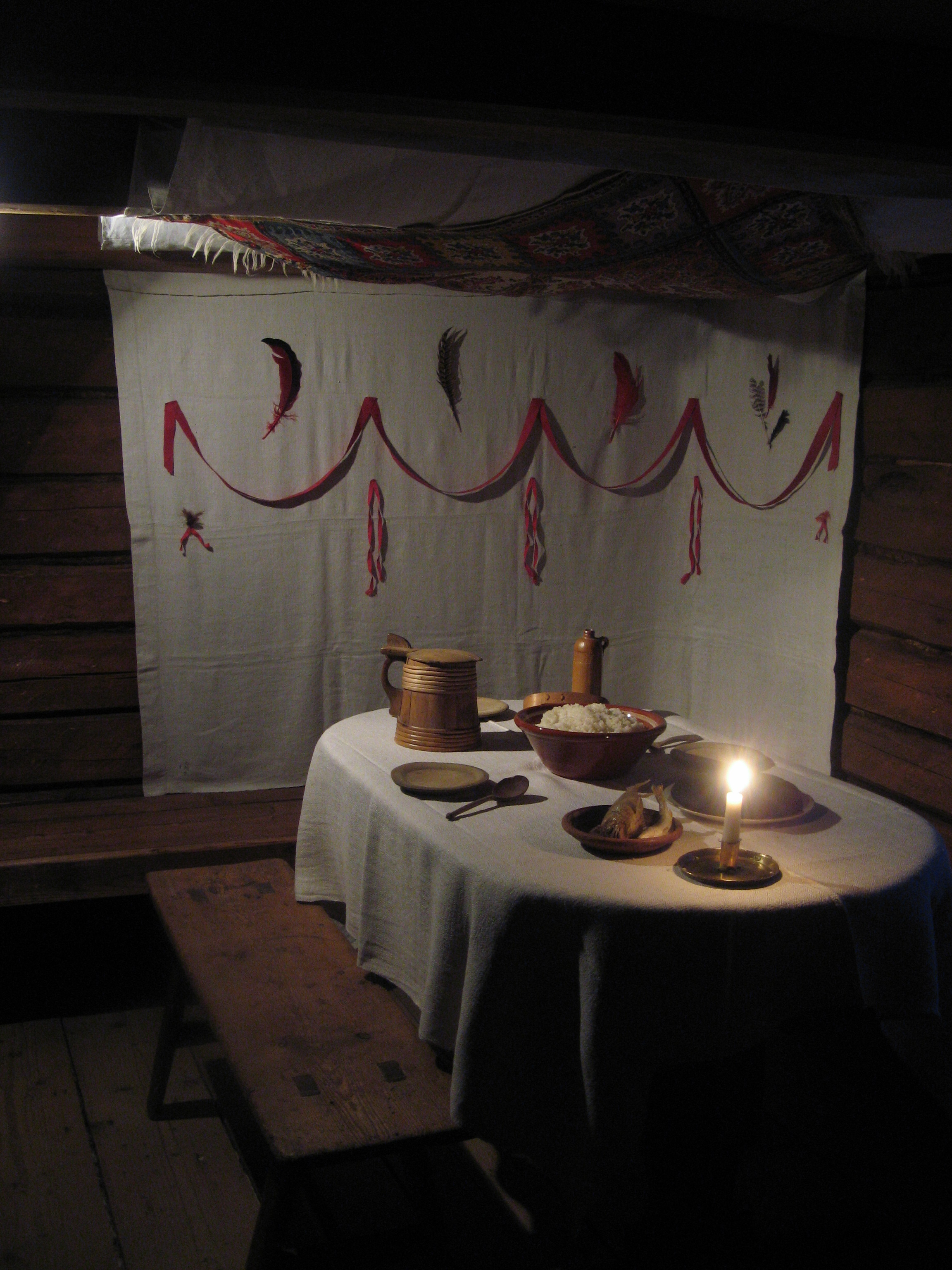
25 декабря Рождественский обед
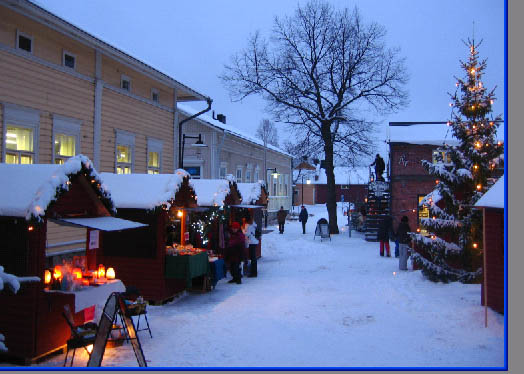
26 декабря День Тапани

26 декабря начинаются весёлые гуляния, танцы и застолья, продолжающие традиции средневекового дня Тапани (фин. Tapaninpäivä) или Дня святого Стефана. В этот день исторически происходили колядования в костюмах козлов, «рождественских журавлей», нечисти. В настоящее время все основные общественные празднования приурочиваются именно к этому дню, который является официальным выходным днём. Во многих финских семьях в этот день в программе традиционное катание в санях, коньках и лыжах.

## Финский рождественский стол
Из холодных закусок на рождественском столе финны предпочитают салат из свёклы (фин. rosolli) — аналог винегрета, свежесолёную сёмгу (фин. graavilohi) или сига (фин. graavisiika), а также лосося холодного копчения.
Главным рождественским блюдом в Финляндии традиционно считается запечёный свиной окорок (фин. kinkku), которого потребляют в стране 6-7 млн кг в период праздников. С 1940-х годов наравне со свиным окороком стала появляться запечённая индейка (фин. kalkkuna), но популярность её среди финнов остаётся незначительной. Горячие запеканки из картофеля, моркови и брюквы — неотъемлемая часть рождественского стола, а вторичное подогревание делает их вкуснее.

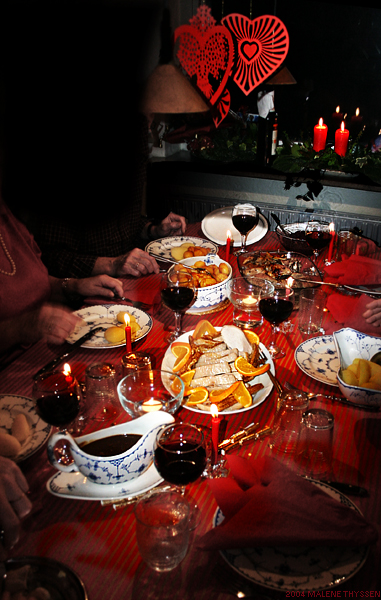
Рождественский стол
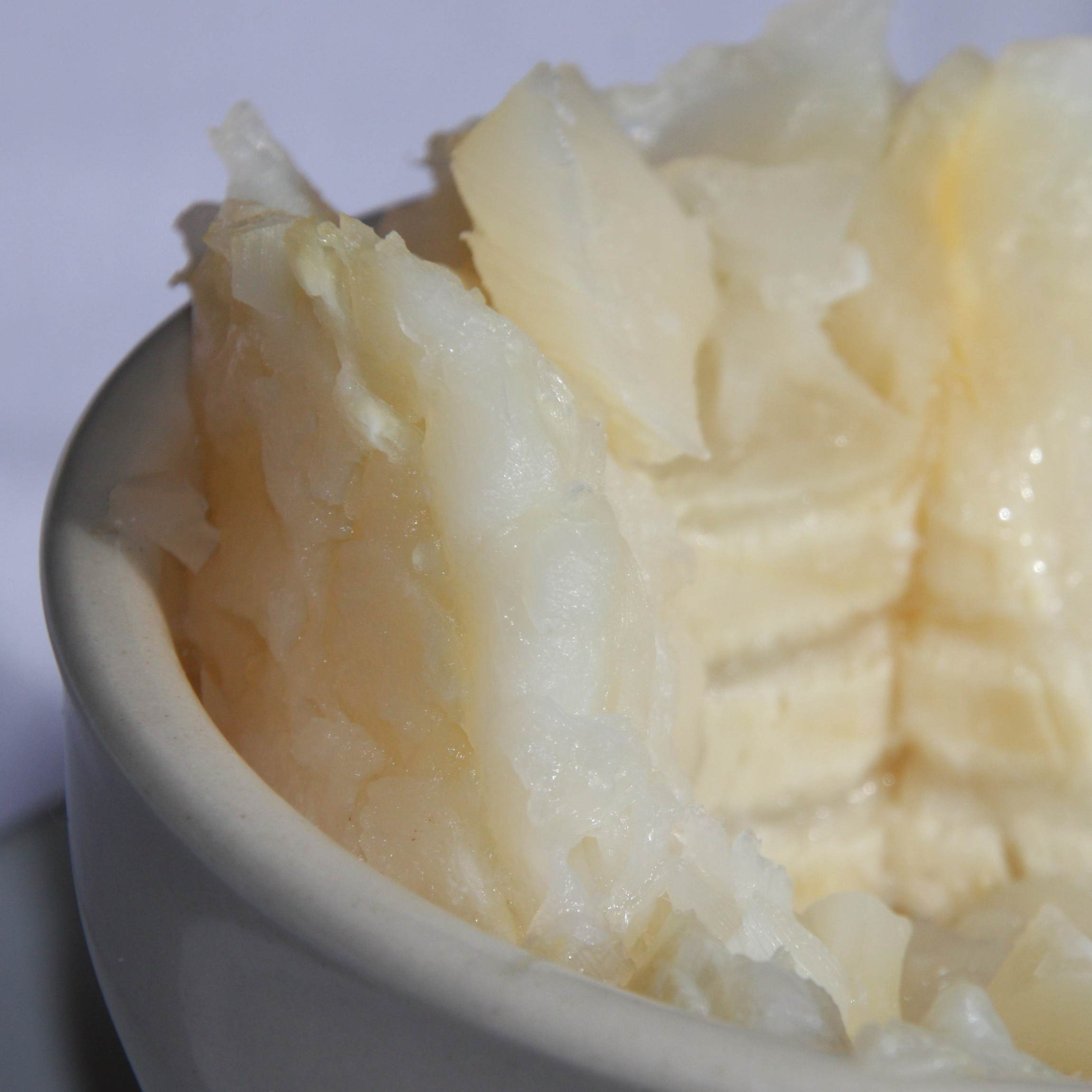
Липеякала (фин. lipeäkala)
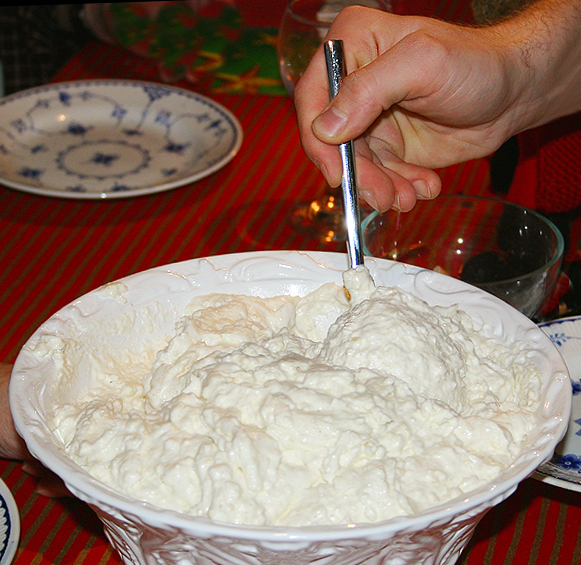
Рисовая каша с миндалём (фин. riisipuuroa)
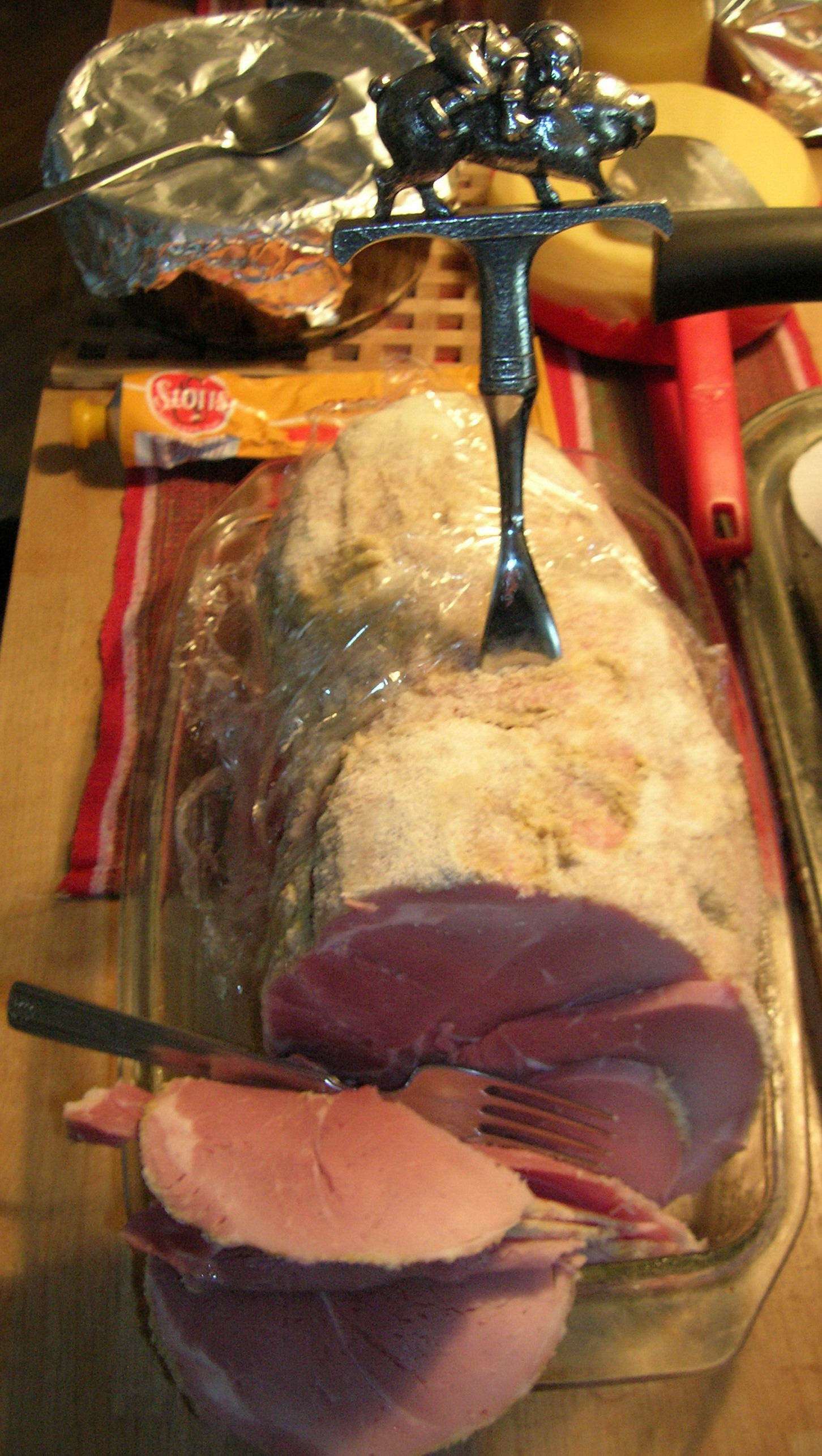
Запечённый свиной окорок (фин. kinkku)

Также подают молочную рисовую кашу (фин. riisipuuroa), в которой прячут одно миндальное зерно (счастливому обладателю пророчат удачный год и крепкое здоровье). Старое поверие о том, что тот, кто возьмёт первую ложку каши — умрёт в наступающем году — привело к традиции подавать кашу на стол с уже воткнутой в неё ложкой, которую затем откладывают в сторону.
В семьях, имеющих шведское происхождение, традиционно подаётся липеякала (фин. lipeäkala) — мочёная треска особой выделки: рыба ещё с лета вымачивается в щелочном растворе и вялится на солнце. В канун Рождества её варят и подают на стол в специальном горчичном соусе. По консистенции «липеякала» напоминает желе.
В старину вечером в сочельник ели два раза — и первый раз ужин состоял из рисовой каши и липеякала, а также специального рождественского тёмного пива.
Из сладкого неизменно подаётся имбирное печенье (фин. piparkakkuja) или домик из имбирного печенья (фин. piparkakkutalo), а также слойки со сливовым джемом (фин. joulutorttuja).
Популярный рождественский напиток финнов — горячий глёг со специями, изюмом и миндалём.
Выпечка вафель, пирожных и печенья в процессе подготовки к Рождеству имеет особенное значение. Поскольку северный рождественский стол не отличался особым разнообразием, установился обычай делать стол праздничным за счёт изделий из теста. Даже хлеб старались сделать особенно вкусным — за счет употребления муки более тонкого помола. В финских семьях на Рождество можно увидеть хлеб и печенье в виде птички или лошади, коровы или овцы. Довольно часто встречается печенье в виде креста.

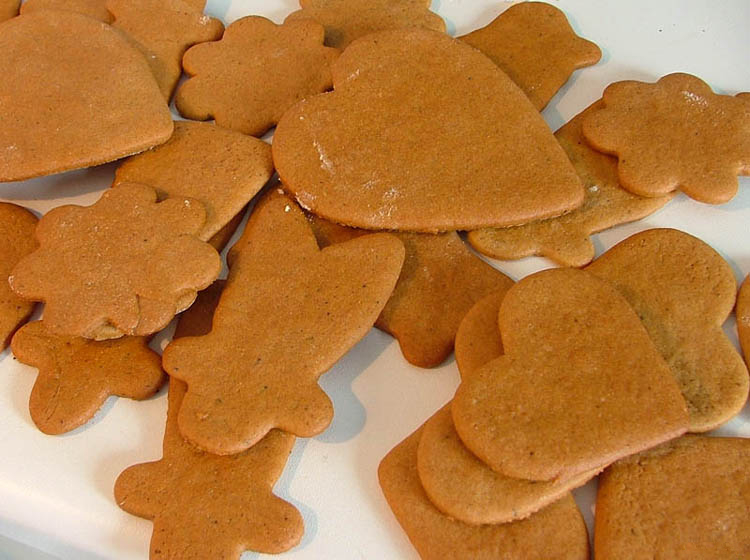
Пипаркаккy (фин. piparkakkuja)
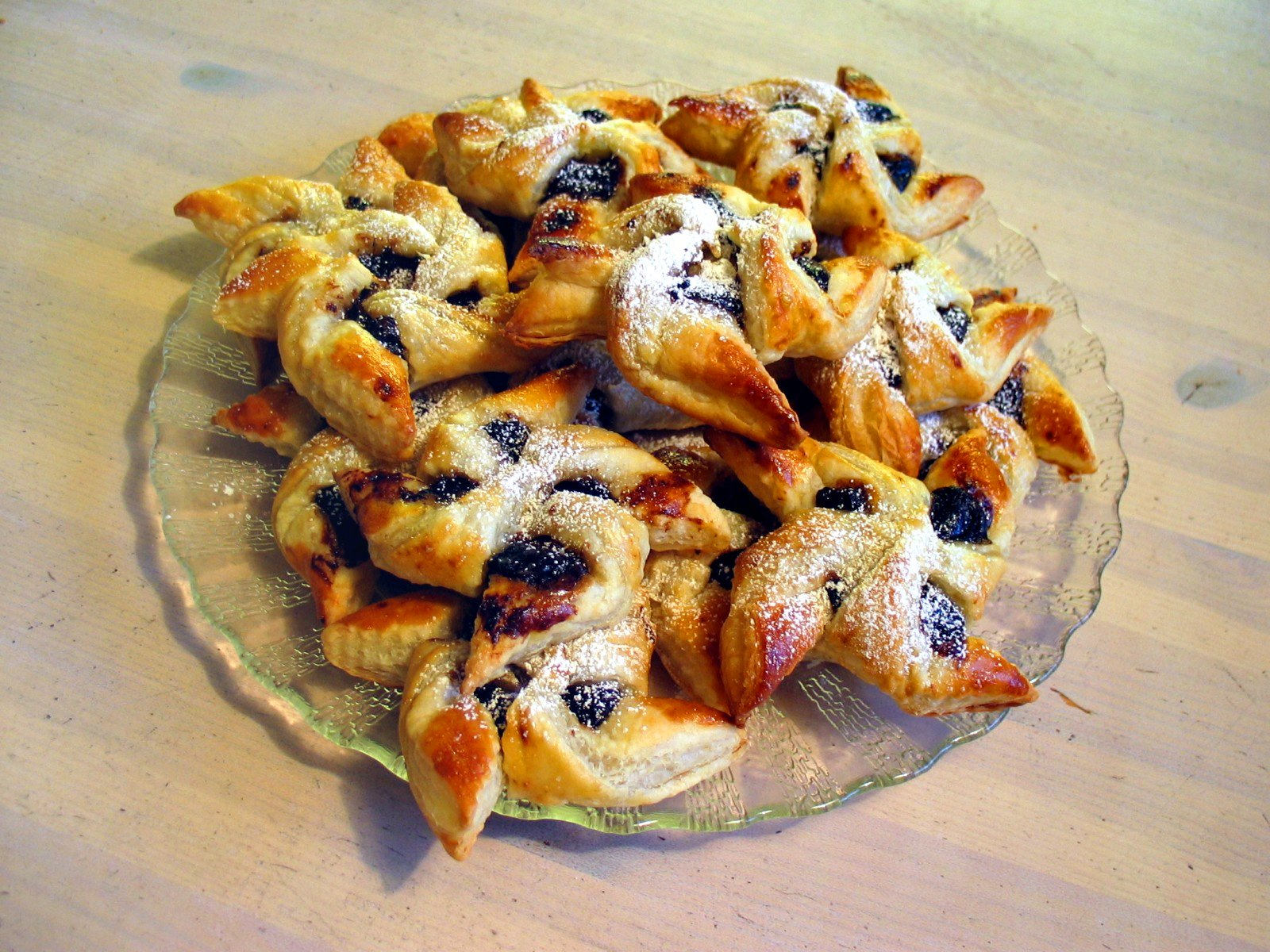
Слойки со сливовым джемом (фин. joulutorttuja)
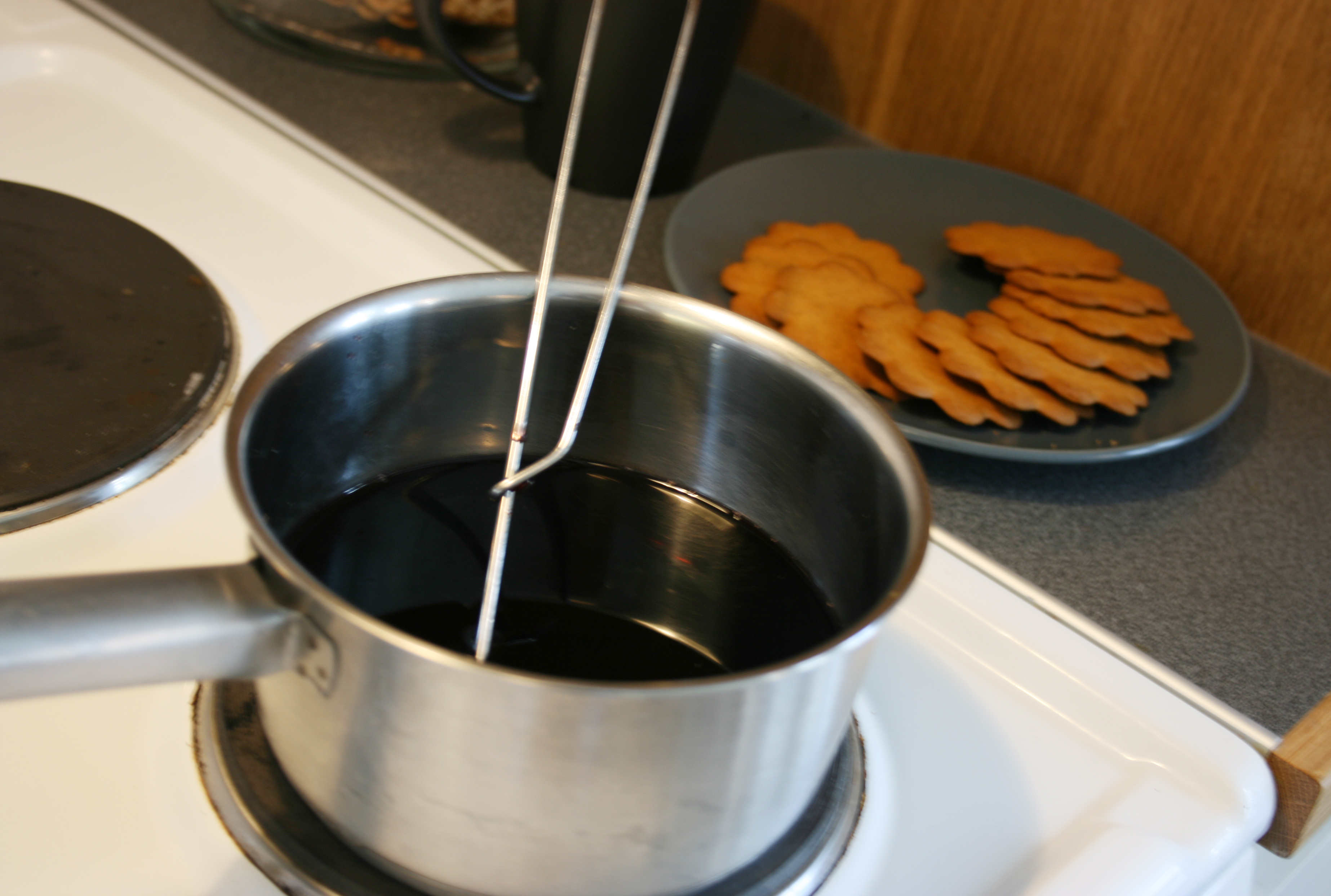
Горячий глёг с миндалём и изюмом
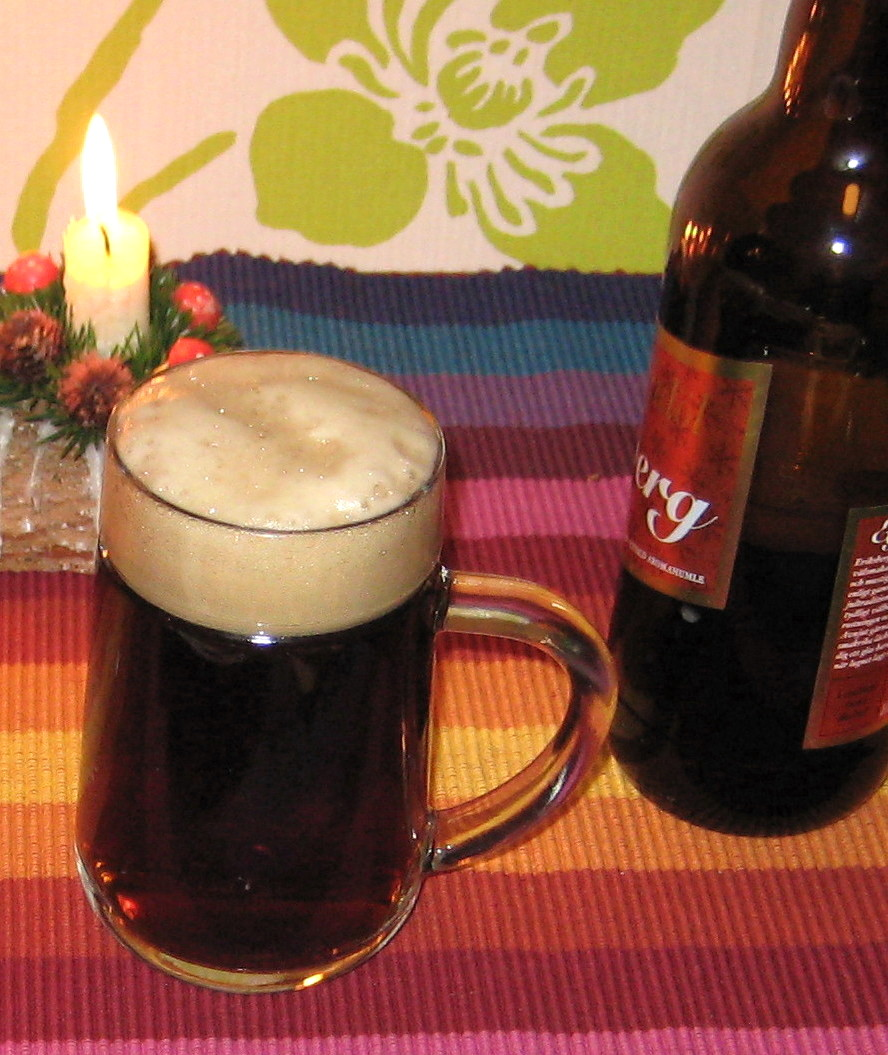
Рождественское пиво

Обилие угощений на рождественском столе подчёркивала финская поговорка: «Чем тяжелее от еды голова хозяина дома, тем лучше будет урожай в будущем году».
На севере страны, в регионе Оулу, традиционными блюдами, наряду со всеми выше перечисленными, является домашний сыр, гороховая запеканка и домашнее пиво. На десерт — рисовая каша с фруктовым киселём.

## Рождественские украшения
Цвет Рождества в Финляндии — красный. Он присутствует как в декоративном убранстве дома (скатерти, свечи, ёлочные игрушки, цветы и др.), так и в праздничной одежде.

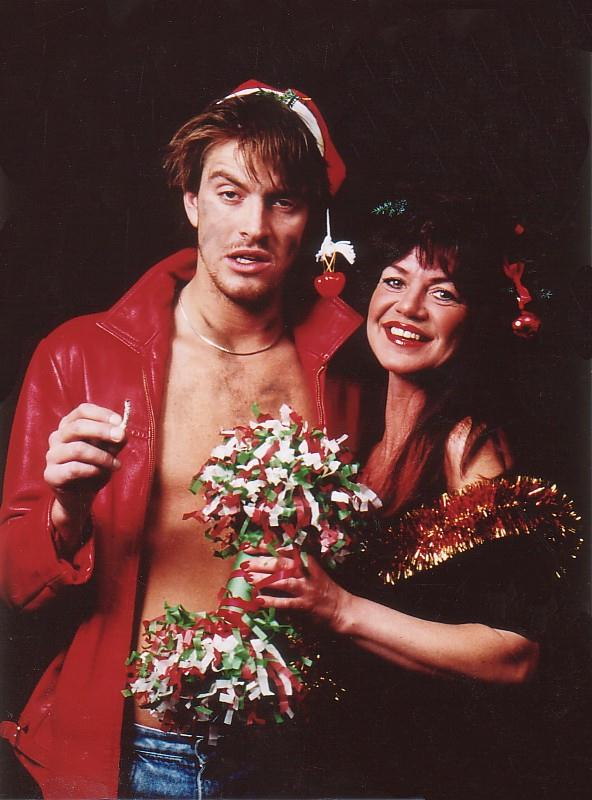
Одежда красного цвета — популярна в рождественские дни

Кроме рождественской ели, вошедшей в финский быт с XVIII века, дома в Финляндии на Рождество принято украшать цветами. Символом Рождества уже более 140 лет является гиацинт, бывший в XIX веке почти единственным растением, цветущим в условиях суровой финской зимы. В то время гиацинт был только розового цвета, теперь же можно купить в подарок белый или синий цветок (интересно, что синий и белый считаются любимыми цветами Йоулупукки).

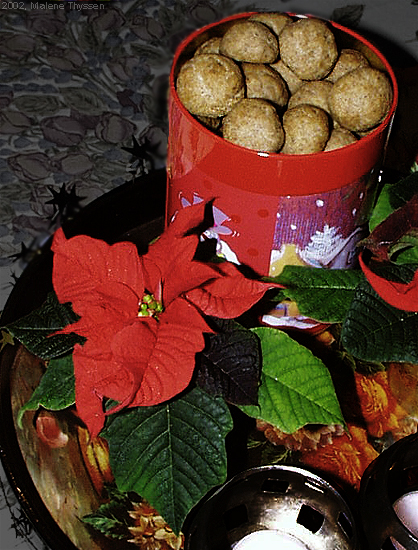
«Юлестиан» (joulutahti)

В конце XIX века на Рождество было принято дарить ландыши и сирень. Особенно популярны были ландыши, которые можно было не только купить, но и вырастить самим — журналы того времени изобиловали инструкциями, как сделать это.
В начале XX века эти цветы вытеснили камелия и рождественская роза, которые и сейчас встречаются в цветочных магазинах в рождественский сезон.
С 1910 года к набору праздничных рождественских цветов присоединились тюльпаны и рождественские кактусы. В 1930 годах белые хризантемы были очень популярны в качестве рождественского подарка. Однако в годы войны цветы стали редкостью, и украшения стали делать из веток, хвои и шишек, на которые прикрепляли свечи.
В 1960-е годы в Норвегии был выведен новый сорт молочая, «юлестиан» — необычайно красивое растение красного цвета. До сих пор юлестиан (фин. joulutähti — рождественская звезда) является в Финляндии символом Рождества.